# 葛西レオ
葛西 レオ（かさい れお、Reo Kasai、8月7日 - ）は、日本のトランペット奏者・作曲家・編曲家。

## 来歴
東京都生まれ。幼少期からピアノとエレクトーン、作曲を学ぶ。また、15歳以下の子供たちが参加するヤマハ音楽教室主催の「ジュニアオリジナルコンサート」（JOC）に出演。その後父親が実家の家業である温泉旅館を継ぐこととなり新潟県長岡市へ移住。。新潟大学教育人間科学部附属長岡中学校で吹奏楽部に入部しトランペットを小池伸幸に習い始める。長岡高等学校入学後、同氏の勧めにより元NHK交響楽団首席奏者の津堅直弘に師事し東京へレッスンに通うようになる。その後、東京音楽大学へ進学しトランペットと作曲を学ぶ。在学中から多数のコンテストにて優勝を重ね、これまでに「YAMAHA管楽器プレイヤーズコンテスト」グランプリ受賞「浅草ジャズコンテスト」ベストプレイヤー賞（大会MVP）を2度受賞、第4回新潟ジャズコンテスト ソロプレイヤー部門」優勝、 「MXTVゼベックスオンラインバトル」優勝、「Art for Life 20th ADLIB CONTEST」 BEST PRODUCTION賞、「NOTHIN'BUT JAZZ ADLIB CONTEST」 準優勝など多くの賞を受賞している。
国内外のアーティスト、ドラマ、CM音楽等のレコーディングなどのスタジオワークにてAKB48、Omar Edwards、関ジャニ∞、郷ひろみ、ゴールデンボンバー、SMAP、sumika、DA PUMP、森友嵐士、ポルノグラフィティ、矢沢永吉などの様々なアーティストと共演。
東京モーターショー、東京ゲームショー、XFRAG PARK等の音楽制作および演奏も手がけた。また強制倍音と呼ばれる特殊奏法を本来機能上4〜7つの音程しか出せない法螺貝に駆使してあらゆる旋律を可能とする法螺貝奏者でもあり法螺貝奏者としては池辺晋一郎からも招聘を受けソリストとしてホールコンサートなどへ出演。
トランペット奏者や音楽家としての視点で管楽器専門誌でのコラム連載や音楽機材のレビュー記事なども手がける。2025年「日比谷フェスティバル」のNEXTアーティストに選ばれ東京ミッドタウン日比谷にて昼夜3公演を行った。2024年7月に葛西レオQUINTET（現Reo Kasai WADO The Symphony）を結成し、楽曲リリースとコンサートを開催している。

## 賞歴
- 「YAMAHA管楽器プレイヤーズコンテスト」グランプリ受賞[3]
- 「浅草ジャズコンテスト」にてベストプレイヤー賞（大会MVP）を2度受賞[3]
- 「第4回新潟ジャズコンテスト ソロプレイヤー部門」優勝[4]
- 「MXTVゼベックスオンラインバトル」優勝[3]
- 「Art for Life 20th ADLIB CONTEST」 BEST PRODUCTION賞[3]
- 「NOTHIN'BUT JAZZ ADLIB CONTEST」 準優勝[3]

## ディスコグラフィー

### リーダーアルバム/シングル
- Ars Nova（2020年7月7日）
- Neutrino（2025年5月9日）
- Mr. Green EEL（2025年5月19日）[7]